# ローゼンハイム-クーフシュタイン線
ローゼンハイム - クーフシュタイン線 （ローゼンハイム-クーフシュタインせん、ドイツ語: Bahnstrecke Rosenheim–Kufstein）とは、ドイツ連邦共和国のバイエルン州ローゼンハイムのローゼンハイム駅からオーストリア共和国クーフシュタインのクーフシュタイン駅に至る全長31.868kmのドイツ鉄道およびオーストリア連邦鉄道の路線である。

## 概要
ローゼンハイム駅にてミュンヘン-ローゼンハイム線およびローゼンハイム - ザルツブルク線と、クーフシュタイン駅にてクフシュタイン - インスブルック線と接続する。欧州横断輸送ネットワーク（TEN-T）の1号線を構成する。

## 沿線概況

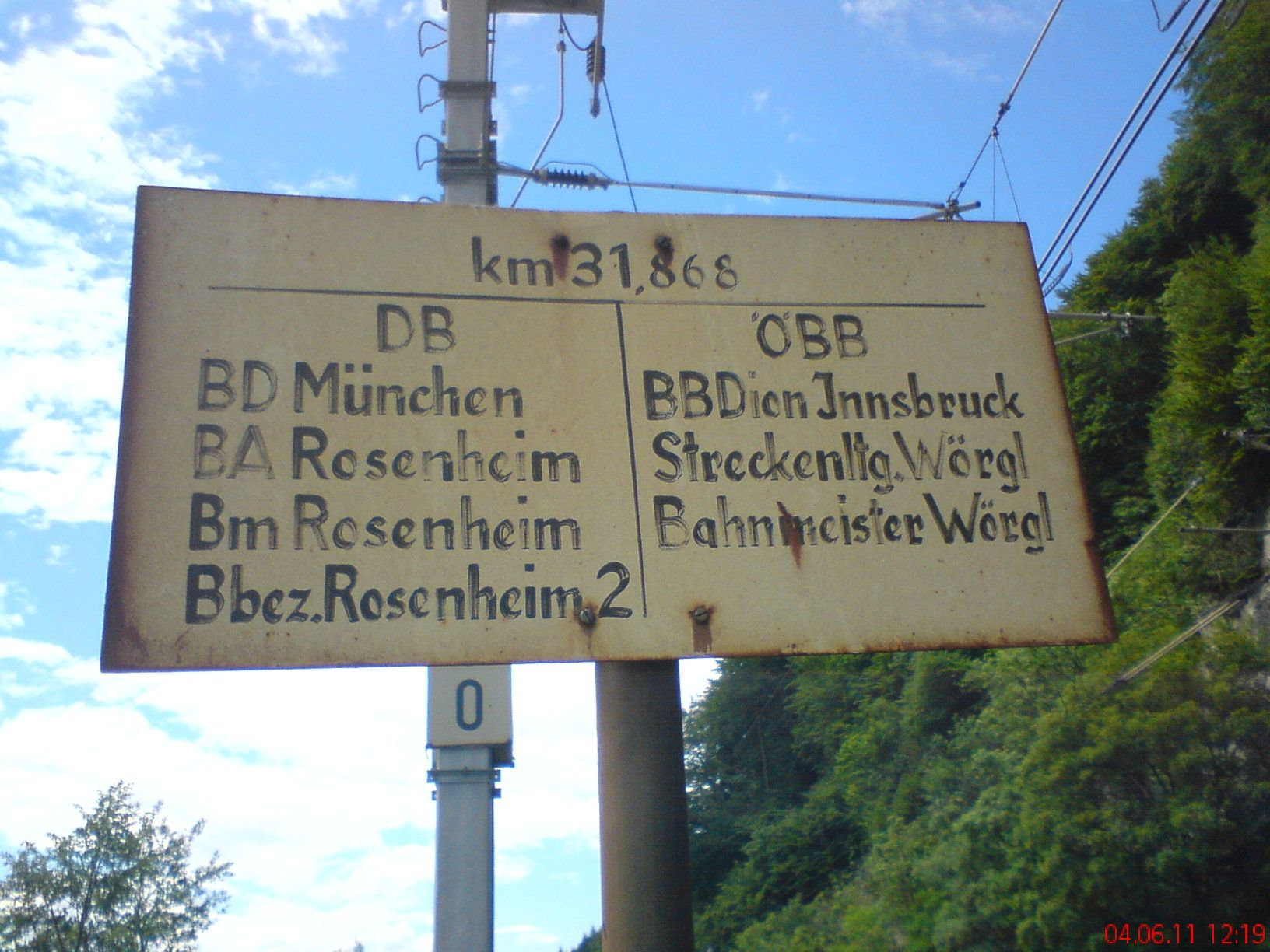
ドイツ・オーストリア国境

列車はローゼンハイム駅を出発して南の方へ向かう。その後、ローゼンハイム - ザルツブルク線と連結するローゼンハイム三角線がこの路線に合流する。起点であるローゼンハイム駅ではローゼンハイム - ミュールドルフ線やマングファル谷線は接続できる。
この路線はイン川を沿って南の方向へ続く。ラウブリング駅から標準軌の産業線が泥炭地であるニッキハイムの方へ分岐した。ブランネンブルク駅では1961年まで狭軌線のヴェンデルシュタイン鉄道が分岐した。狭軌線の産業線はキーファーフェルトのセメント工場とティーアー湖版にあるシュタインブリュヒェンを結び、今も運営されている。「ヴァッハトル特急」列車は特定の日だけに運営され、その乗降場はキーファースフェルト駅から徒歩で約15分距離にある。
列車が国境線を越えてクーフシュタイン駅に至る。クーフシュタイン - インスブルック線がこの路線の継承して伸びる。

## 歴史
1851年6月21日にオーストリアとバイエルンは両国を連結する鉄道建設を規律する条約を結んだ。当時にウィーンはまだチロルと鉄道で直結されなかったので、まず第1条でバイエルンはミュンヘン - ザルツブルク境界線及びミュンヘン - クーフシュタイン境界線区間の鉄道を建設することが明示されていた。第2条はオーストリアはにザルツブルク - ブルック・アン・デア・ムル及びクーフシュタイン - インスブルク区間建設に関する義務の条項である。1858年8月5日ローゼンハイム - 国境線区間はバイエルン・マクシミリアン鉄道の一部として開通した。
2013年12月15日メリディアン鉄道がこの路線の普通列車系統を引き受けた。翌年12月からプフラウンドルフ駅で列車が停車しないこととなったが、その駅を保存し改修すべきだという意見も提起された。
- 1851年6月21日; バイエルンとオーストリアの間に鉄道建設に関する条約締結。
- 1858年8月5日; バイエルン・マクシミリアン東部線ローゼンハイム駅~クーフシュタインの国境線(31.9 km)が開通。
- 1858年11月24日; フシュタインの国境線~クーフシュタイン駅~インスブルック駅間開通。
- 1927年7月15日; 電化完了。
- 1982年2月8日; ローゼンハイム三角線開通。
- 2013年12月15日; バイエルン・オーバーラント鉄道(BOB)の列車の運行開始。
- 2014年12月14日; プフラウンドルフ・アム・イン駅廃止。

## ローゼンハイム三角線 (Rosenheimer Schleife)
ローゼンハイム三角線はローゼンハイム - ザルツブルク線とローゼンハイム - クーフシュタイン線を連結する線路である。この路線は単線で電化されており、ザルツブルク - クーフシュタイン区間の列車により活用される区間である。長さ1215 mの連結線は1982年2月8日開通された。
ザルツブルク - ローゼンハイム区間とローゼンハイム - インスブルク区間の合う「ドイツすみ (deutsches Eck) 」は列車運行時間をかなりの程度まで短縮させるために導入された。1967年5月ボーデン湖号列車がドイツすみと関連して導入された。しかし機関車がローゼンハイム駅で交代せねばならなかったので、運行時間は長くなり線路容量問題もあった。
オーストリア連邦鉄道の理事であったドゥルティンガーはその問題を解決するためにローゼンハイムの三角線を提案した。そのプロジェクトは実行可能である最小限の方案として決定された。西ドイツとオーストリア間の条約は1979年4月5日にオーストリア交通省大臣と西ドイツ大使の署名で締結された。同年5月9日にドイツ連邦鉄道とオーストリア連邦鉄道は協定を結んで、ÖBBは工事費用を、DBは企画と監督費用を負担することとなった。
ローゼンハイム市内の困難な土地買収問題が解決された後、1980年10月から工事が始まった。工事内容は道路の移設と道路に伴う水道管の整備及び人道・自転車道の立体交差であった。両分岐点ではSpDrS-60機種の制御盤が設置され、ローゼンハイム駅の運転指令所で統合管理されている。列車の平常の流れを保障するために、両分岐点の間には閉塞区間 (Blockabschnitt) に自動信号機が装着されている。
工事費は約780万マルクで、5600万シリングに相当した。

## 運行形態
ローゼンハイム駅から国境のクーフシュタイン駅までの所要時間はノンストップ列車で15分であるが、大半の場合は速度制限により遅延する。インスブルック方面への地域列車も毎時1本運行されているが、クーフシュタイン駅で乗り換えが必要である。インスブルックおよびブレンナー峠を経由してイタリアに至るECが2時間おきに運行されている。2時間おきに運行されるウィーン - ザルツブルク - インスブルック - フォアアールベルク間を結ぶ急行列車がオーストリア連邦鉄道によって運行されており当線を経由するが、線内では停車しない。これらを合わせて1日32本の旅客列車が運行されている。地域輸送の場合、この路線はミュンヘン運輸運賃連合（Münchener Verkehrs- und Tarifverbund, MVV）の運賃適用区間である。このほか、平日には1日約20本の貨物列車が運行されている。
- EC 89; ミュンヘン - ローゼンハイム - クーフシュタイン - インスブルック - ボルツァノ - ヴェローナ(- ベネツィア / ボローニャ)。120分間隔。
- 普通列車 (RB 54); ミュンヘン - ミュンヘン東 - グラフィング - ローゼンハイム - ライブリング - ブランネンブルク - フリンツバッハ - オーバーラウドルフ - キーファスフェルデン - クーフシュタイン。60分間隔。メリディアン鉄道運用。使用車両はFLIRT3世代電車。